# Slawen in Deutschland
Deutschland wurde ab dem 7. Jahrhundert zu etwa einem Drittel slawisch besiedelt. Die auffälligsten Hinweise darauf sind slawische Ortsnamen (z. B. Berlin, Chemnitz oder Güstrow) und slawische Personennamen (z. B. Noack oder Krahl). Slawische Wörter haben sich bis in die heutige Standardsprache hinein erhalten (z. B. Grenze oder Gurke). Die slawischen Einwohner wurden früher Wenden genannt, das Gebiet von der Elbe und der Saale bis zur Oder und Neiße wird heute auch als Germania Slavica bezeichnet. Als einzige überlebende autochthone slawische Sprache in diesem Gebiet wird Sorbisch bis heute in der Lausitz gesprochen. Bauliche Zeugen sind slawische Wallanlagen, die Rundlinge im Wendland, Museumsdörfer wie das Archäologische Freilichtmuseum Groß Raden und andere.
Die ehemaligen Ostgebiete des Deutschen Reiches, jenseits der Oder-Neiße-Grenze und das Sudetenland (südlich der Grenze zwischen Deutschland und Tschechien) hatten je nach Region in sehr verschiedenem Umfang slawische und deutsche Bevölkerungsanteile.
Nach dem Zweiten Weltkrieg ergab sich durch Immigration erneut ein großer Bevölkerungsanteil slawischer Herkunft, der heute mehrere Millionen Einwohner umfasst. Lange Zeit bildeten wesentliche Anteile der Aussiedler und Spätaussiedler die größte Gruppe von Einwohnern, die sprachlich zu slawischen Kulturkreisen zu rechnen sind. Die aktuelle deutsch-slawische Zweisprachigkeit ist sowohl hinsichtlich der Beherrschung slawischer Sprachvarianten einerseits und deutscher Sprachvarianten andererseits äußerst heterogen: Die dominante Sprache ist mit zunehmender Siedlungsdauer immer häufiger Deutsch und die slawische Sprache bei den in Deutschland aufgewachsenen Personen unterschiedlich ausgeprägt, von passiver Bilingualität über Verwendung als reine Familiensprache bis zur Verwendung in breiten Anwendungsfeldern einschließlich Schriftsprachlichkeit.

## Autochthone Slawen

### Stämme der sorbischen und polabischen Sprachgebiete im 7. bis 15. Jahrhundert
Nachdem in der Völkerwanderungszeit die germanischen Stämme ihre Siedlungsgebiete östlich der Elbe verlassen hatten, wurden diese ab dem 6. bis 7. Jahrhundert von Slawen besiedelt, die aus den Gebieten des heutigen Tschechien und Polen kamen. Sie ließen sich neben verbliebenen Germanen nieder und bildeten Stammesverbände. Die größten Gruppierungen werden nach gemeinsamen sprachlichen Merkmalen unter den Bezeichnungen Polaben bzw. Obodriten (im Norden, auch Obotriten oder Abodriten; die Namen bezeichnen auch einzelne Stämme in diesem Gebiet) und Sorben (im Süden) zusammengefasst.

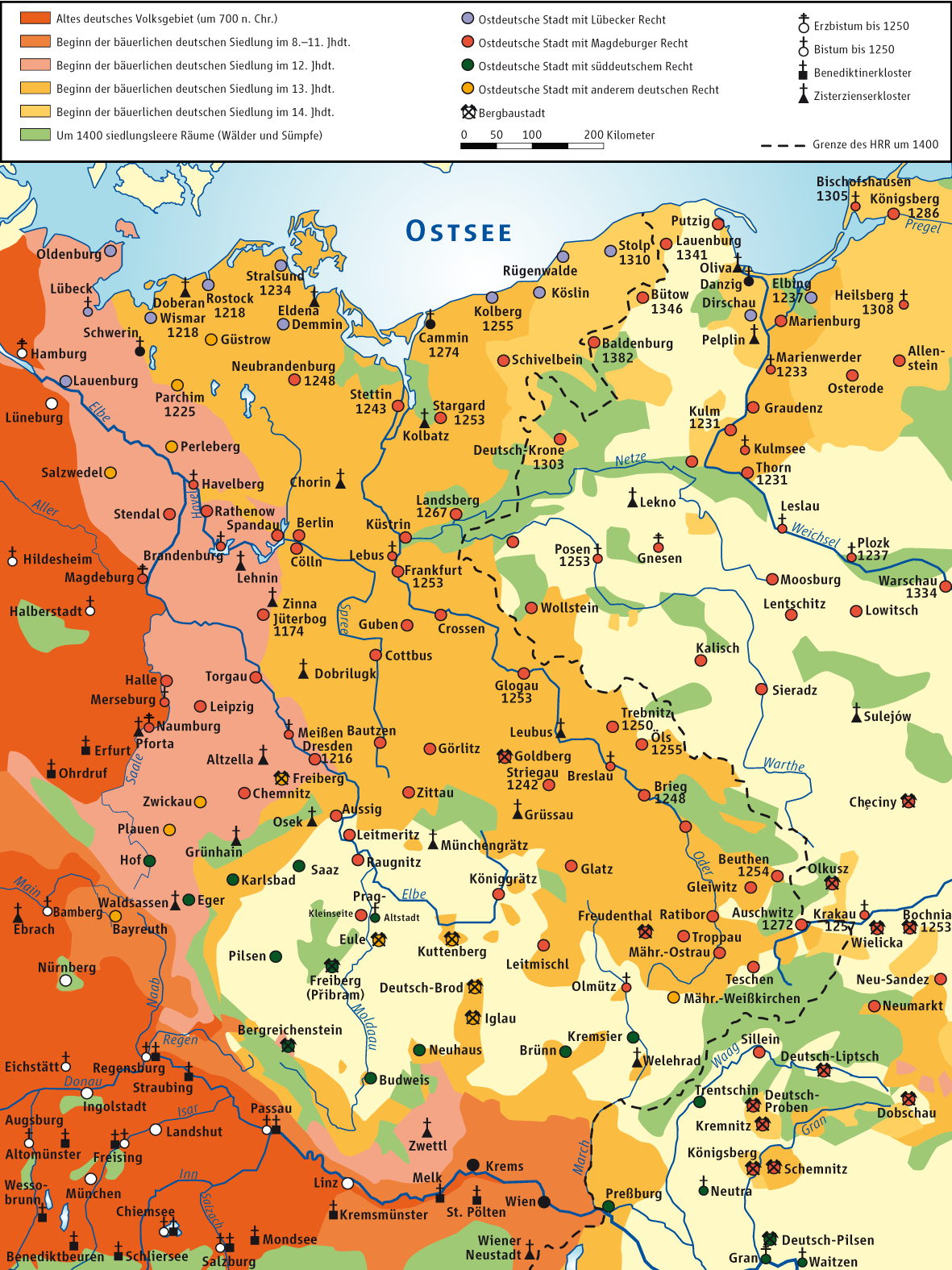
Deutsche Ostsiedlung, nach Walter Kuhn

Im 8. Jahrhundert begann die bäuerliche deutsche Ostsiedlung, die um 1300 auslief. Sie erstreckte sich nicht nur auf die späteren Gebiete des Heiligen Römischen Reichs Deutscher Nation, sondern auch auf das westliche Polen, auf Böhmen, Ungarn und Rumänien.
Während die deutsche Ostsiedlung auch auf die Initiative der Landesherren dieser Siedlungsgebiete zurückging, wurden im 10. bis 12. Jahrhundert von deutschen Fürsten Gebiete östlich der Elbe mit wechselndem Erfolg militärisch erobert und politisch annektiert. Der slawische Widerstand zeigt sich am deutlichsten am großen Slawenaufstand von 983 und dem Aufstand der Obodriten ab 1066. Die slawische Bevölkerung wurde bis auf die sorbischen Enklaven assimiliert. In diesen Gebieten wurde die deutsche Bevölkerung assimiliert.

### Sorben

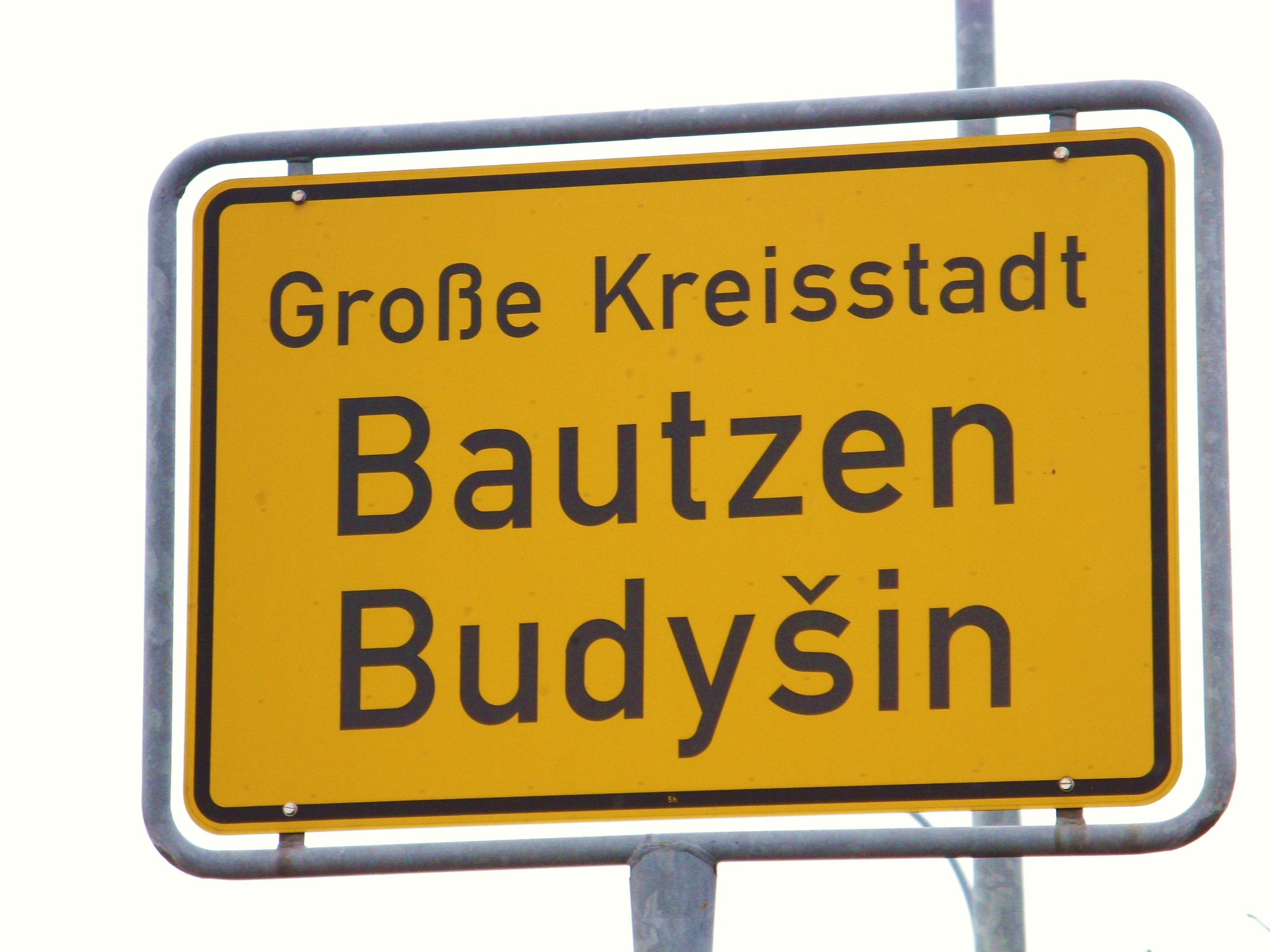
Zweisprachiges Ortsschild des politischen und kulturellen Zentrums der sorbischen Oberlausitz

Die Sorben sind die einzige offiziell anerkannte, autochthone slawische Minderheit in Deutschland. Die Obersorben (Eigenbezeichnung Serbja) leben in der Oberlausitz, die Niedersorben (Serby) in der Niederlausitz. Je nach Zählweise schwanken die Bevölkerungszahlen. Nach Selbstzuordnung leben in den genannten Gebieten geschätzt 60.000 Sorben, von denen maximal die Hälfte aktiv Sorbisch spricht. Das Ober- und Niedersorbische stellen zwei separate Literatursprachen dar, deren Ursprünge im 16. Jahrhundert liegen: erste gedruckte Werke in sorbischer Sprache waren die Übersetzung von Luthers Gesangbuch und Katechismus. Schöne Literatur wird seit dem 19. Jahrhundert verfasst.

### Drawänopolaben
Mitte des 18. Jahrhunderts starb das im Wendland gesprochene Drawänopolabische aus. Dort haben sich noch die slawischen Rundlingsdörfer mit slawischen Ortsnamen erhalten, z. B. Lübeln mit Rundlingsmuseum. Derartige Dörfer entstanden im deutsch-slawischen Kontaktgebiet.

### Mainslawen
Einen weiteren westlichen slawischen Vorposten bilden die Mainslawen (Bavaria Slavica), die unter anderem von Bamberg aus christianisiert wurden. Im Unterschied zu den Slawen nördlich des Thüringer Waldes sind von ihnen keine Staatsgründungen bekannt. Sie dürften bereits im 11. Jahrhundert assimiliert gewesen sein. Von ihnen zeugen historische Quellen und fortbestehende Ortsnamen. Der westlichste Name mit der Zusatzbezeichnung „windisch“ ist Windischbuch zwischen Tauber und Odenwald. Entlang des Mains reichen Ortsnamen mit slawischem Suffix bis nach Segnitz nahe der Spitze des Maindreiecks. An der Naab reichen sie flussabwärts bis Teublitz bei Maxhütte.

## Polen

### Deutsches Staatsgebiet
Eine große Zahl polnischsprachiger Arbeitsmigranten kam um die Wende vom 19. zum 20. Jahrhundert aus Oberschlesien, dem damals von Russland, Preußen und Österreich 1772–1795 annektierten Polen (→ Teilungen Polens) und anderen polnischsprachigen Gebieten. Vor allem wurden Bergarbeiter in das wirtschaftlich expandierende Ruhrgebiet angeworben, daneben in andere Metropolen, z. B. Hamburg (Wilhelmsburg). Die Polen des Ruhrgebiets und ihre Nachkommen wurden als Ruhrpolen bezeichnet. Sie bildeten ethnische Netzwerke z. B. in Essen, Bochum und Dortmund und sind heute völlig assimiliert.
Während der deutschen Besetzung Polens (1939–1945) wurden Polen nach NS-Deutschland verschleppt, um dort als sogenannte Fremdarbeiter eingesetzt zu werden. Diese Soldaten und Kriegsgefangenen verblieben für bestimmte Zeit nach dem Krieg oder ganz in Deutschland (displaced persons).
"Seit den 50er Jahren kamen in die Bundesrepublik insgesamt ca. 2,5 Millionen Menschen aus Polen: es waren sowohl Spätaussiedler, die zwar ihre Zugehörigkeit zur deutschen Kultur bekannten, aber von der polnischen Kultur und Tradition geprägt wurden, als auch die politischen Emigranten der Solidarność-Zeit." (Polnische Botschaft in Berlin).

### Schlesien
Schlesien (Ober- und Niederschlesien) war seit dem sechsten Jahrhundert ein Gebiet mit vorwiegend slawischsprachiger Bevölkerung. Für seinen Heeresdienst gegen den Herzog von Böhmen Boleslav II. belehnte Kaiser Otto III. den Herzog der Polanen Mieszko I. mit Schlesien. Die Zugehörigkeiten wechselten zunächst zwischen lokalen Fürsten, der polnischen Krone und Böhmen. Mit Böhmen kam es zu Österreich und wurde schließlich von Friedrich II. im Siebenjährigen Krieg erobert. Nach dem Vorbild der französischen Reunionspolitik am Rhein rechtfertigte er sein Vorgehen mit juristisch sehr fragwürdigen Erbansprüchen. Heute gehört Schlesien größtenteils zum polnischen Staatsgebiet. In Niederschlesien gab es im Mittelalter eine starke deutsche Immigration. Die slawische Bevölkerung wurde weitgehend assimiliert (bis auf schmale Streifen im Osten Niederschlesiens). Die Städte in Oberschlesien hatten bis 1945 sowohl polnisch- als auch deutschsprachige Einwohner, während die Landbevölkerung überwiegend einen slawischen Dialekt, die ślónsko mowa, sprach. Die ethnische und sprachliche Situation ergab daher eine mehr oder weniger elaborierte Zweisprachigkeit auf der polnischen Seite mit umfangreichem deutschem Lehngut im polnischen Dialekt und polnisches Lehngut in der schlesischen Varietät des Deutschen sowie umfangreiche aktuelle Sprachmischungen (früher undifferenziert auch als „Wasserpolnisch“ bezeichnet).

### Polnischsprachige Bevölkerung in Preußen
Innerhalb der Grenzen des preußischen Staates lebten nach den Teilungen Polens über 3 Millionen polnischsprachige Menschen. Schlesien und Danzig sowie Ostpreußen, das am südlichen Rand eine masurischsprachige Bevölkerung aufwies, im Mittelalter jedoch von den baltischen, also nicht slawischen Altpreußen besiedelt war, gehörte zu den deutschen Ostgebieten vor 1937. Westpreußen, die Provinz Posen und andere Gebiete gehörten zu den Ostgebieten im weiteren Sinne, d. h. zu Preußen vor dem Friedensvertrag von Versailles 1919.

## Ostslawen
Die Einwanderung von Ostslawen (Russen, Ukrainer, Weißrussen) geschah vor allem im Rahmen der sogenannten „vier Wellen“ der Migration aus Russland in westliche Länder, darunter in bedeutendem Maße nach Deutschland. Mit der ersten Welle flüchteten vor allem Angehörige der Oberschicht vor der Oktoberrevolution. Die zweite Welle wurde durch den Zweiten Weltkrieg ausgelöst, in dem Bewohner aus den okkupierten Gebieten der Sowjetunion nach Deutschland vor allem als sogenannte Fremdarbeiter verschleppt wurden und in Deutschland blieben ebenso wie sowjetische Kriegsgefangene (displaced persons). Mit der dritten Welle kamen ab 1970 Dissidenten, unter anderem Personen, denen die Ausreise erlaubt wurde. Mit dieser Welle, in großem Umfang aber erst seit 1988, dem Beginn einer vierten Welle mit der Liberalisierungspolitik von Michail Gorbatschow, kamen mehr als 2 Millionen (Spät-)Aussiedler aus dem Gebiet der ehemaligen Sowjetunion. Eine zweite Gruppe der vierten Welle bildeten seit 1991 jüdische Kontingentflüchtlinge, eine dritte Arbeitssuchende, Studenten u. a. Gruppen. Die Zahl der russophonen Einwanderer übersteigt heute die Zahl von 3 Millionen. Die Integration verläuft unterschiedlich schnell.
Mehrere Jahrzehnte lang befanden sich sowjetische Soldaten, zunächst als Militärbesatzung, in der DDR. Kontakte mit der deutschen Bevölkerung gab es dabei im Prinzip nur in offiziellem Rahmen, jedoch auch bei Katastrophen- und Erntehilfen. Die Zahl der von den Streitkräften oder aus anderen intensiven Kontakten zwischen der DDR und den Staaten des Warschauer Paktes, z. B. aufgrund von Heirat in Ostdeutschland verblieben Slawen wurde nicht erhoben.

### Neuere Entwicklungen
"Gut 138 000 ukrainische Staatsangehörige lebten Ende 2021 in Deutschland – das waren 1,3 % der ausländischen Bevölkerung. Die rund 238 000 hierzulande lebenden Russinnen und Russen waren mit 2,2 % die elftgrößte Gruppe unter der ausländischen Bevölkerung."
"Die Zahl der Schutzsuchenden aus der Ukraine ist in Deutschland auf rund 1,01 Millionen Menschen zum Stichtag 31.12.2022 gestiegen. Ein Jahr zuvor und damit vor dem Angriff Russlands auf die Ukraine am 24. Februar 2022 waren nach Daten des Ausländerzentralregisters zum 31. Dezember 2021 rund 36 800 Schutzsuchende aus der Ukraine registriert worden. Fast drei Viertel (73 %) der ukrainischen Schutzsuchenden hatten Ende 2022 einen anerkannten unbefristeten oder befristeten Schutzstatus."
"Die Zahl der russischen Staatsbürgerinnen und Staatsbürger hat im gleichen Zeitraum zwischen Ende Februar und Ende November 2022 vergleichsweise wenig zugenommen (+ 8,2 %) und lag Ende November bei 257 000 Personen. Damit lebten in Folge des Krieges deutlich mehr Ukrainerinnen und Ukrainer in Deutschland als Russinnen und Russen."

## Slawen weiterer Herkunftsländer
Die Kroaten bilden die fünftgrößte Ausländergruppe in Deutschland. Die meisten kamen als Gastarbeiter (diesen Begriff gibt es deswegen mittlerweile im festen kroatischen Sprachgebrauch) in den 1960er Jahren und im Rahmen der Familienzusammenführung nach Deutschland. Die Kriege im Zusammenhang mit dem Zerfall Jugoslawiens waren Anlass für eine weitere Auswanderungswelle Anfang der 1990er Jahre. Seither sind viele Kroaten in ihre Heimat zurückgekehrt oder haben die deutsche Staatsbürgerschaft angenommen, was statistisch nicht erfasst ist.
Eine weitere, kleinere Einwanderergruppe waren Flüchtlinge und Migranten aus der Tschechoslowakei nach der Niederschlagung des Prager Frühlings 1968.
Es gab und gibt neben den hier erwähnten Slawen in Deutschland seit jeher kleinere Gruppen, einzelne Familien oder Personen ethnischer slawischer Zugehörigkeit. Hier werden jedoch nur größere slawische Bevölkerungsgruppen erwähnt.